# 2016-os labdarúgó-Európa-bajnokság (selejtező – A csoport)
A 2016-os labdarúgó-Európa-bajnokság selejtezőjének A csoportjának mérkőzéseit tartalmazó lapja.
A csoportban hat válogatott, Hollandia, Csehország, Törökország, Lettország, Izland és Kazahsztán szerepelt. A csoportból Csehország, Izland jutott ki az első két helyezett jogán az Európa-bajnokságra, Törökország pedig legjobb csoportharmadikként.

## Tabella
| Hely. | Csapat      | M  | Gy | D | V | G+ | G– | Gk  | P  | Továbbjutás                           |     | Csehország | Izland | Törökország | Hollandia | Kazahsztán | Lettország |
| ----- | ----------- | -- | -- | - | - | -- | -- | --- | -- | ------------------------------------- | --- | ---------- | ------ | ----------- | --------- | ---------- | ---------- |
| 1.    | Csehország  | 10 | 7  | 1 | 2 | 19 | 14 | +5  | 22 | Kijutott a 2016-os Európa-bajnokságra |     | —          | 2–1    | 0–2         | 2–1       | 2–1        | 1–1        |
| 2.    | Izland      | 10 | 6  | 2 | 2 | 17 | 6  | +11 | 20 | Kijutott a 2016-os Európa-bajnokságra |     | 2–1        | —      | 3–0         | 2–0       | 0–0        | 2–2        |
| 3.    | Törökország | 10 | 5  | 3 | 2 | 14 | 9  | +5  | 18 | Kijutott a 2016-os Európa-bajnokságra |     | 1–2        | 1–0    | —           | 3–0       | 3–1        | 1–1        |
| 4.    | Hollandia   | 10 | 4  | 1 | 5 | 17 | 14 | +3  | 13 |                                       |     | 2–3        | 0–1    | 1–1         | —         | 3–1        | 6–0        |
| 5.    | Kazahsztán  | 10 | 1  | 2 | 7 | 7  | 18 | −11 | 5  |                                       | 2–4 | 0–3        | 0–1    | 1–2         | —         | 0–0        |            |
| 6.    | Lettország  | 10 | 0  | 5 | 5 | 6  | 19 | −13 | 5  |                                       | 1–2 | 0–3        | 1–1    | 0–2         | 0–1       | —          |            |

1. 1 2  Egymás elleni pontszám: Kazahsztán 4, Lettország 1.

## Mérkőzések
| 2014. szeptember 9. 18:00 |

| Kazahsztán | 0–0         | Lettország |
| ---------- | ----------- | ---------- |
|            | Jegyzőkönyv |            |

| Asztana Arena, Asztana Játékvezető: Ivan Kružliak (szlovák) |

| 2014. szeptember 9. 20:45 |

| Csehország             | 2–1               | Hollandia   |
| ---------------------- | ----------------- | ----------- |
| Dočkal 22' Pilař 90+1' | (1–0) Jegyzőkönyv | De Vrij 55' |

| Generali Arena, Prága Játékvezető: Gianluca Rocchi (olasz) |

| 2014. szeptember 9. 20:45 |

| Izland                                          | 3–0               | Törökország |
| ----------------------------------------------- | ----------------- | ----------- |
| Böðvarsson 19' G. Sigurðsson 76' Sigþórsson 77' | (1–0) Jegyzőkönyv |             |

| Laugardalsvöllur, Reykjavík Játékvezető: Ivan Bebek (horvát) |

| 2014. október 10. 20:45 |

| Lettország | 0–3               | Izland                                     |
| ---------- | ----------------- | ------------------------------------------ |
|            | (0–0) Jegyzőkönyv | Sigurðsson 66' Gunnarsson 77' Gíslason 90' |

| Skonto stadion, Riga Játékvezető: Robert Schörgenhofer (osztrák) |

| 2014. október 10. 20:45 |

| Hollandia                                           | 3–1               | Kazahsztán  |
| --------------------------------------------------- | ----------------- | ----------- |
| Huntelaar 62' Afellay 82' Van Persie 89' (11-esből) | (0–1) Jegyzőkönyv | Abdulin 17' |

| Amsterdam ArenA, Amszterdam Játékvezető: Matej Jug (szlovén) |

| 2014. október 10. 20:45 |

| Törökország | 1–2               | Csehország           |
| ----------- | ----------------- | -------------------- |
| Bulut 8'    | (1–1) Jegyzőkönyv | Sivok 15' Dočkal 58' |

| Şükrü Saracoğlu Stadion, Isztambul Játékvezető: Jonas Eriksson (svéd) |

| 2014. október 13. 18:00 |

| Kazahsztán           | 2–4               | Csehország                                 |
| -------------------- | ----------------- | ------------------------------------------ |
| Logvinenko 84' 90+1' | (0–2) Jegyzőkönyv | Dočkal 13' Lafata 44' Krejčí 56' Necid 88' |

| Asztana Arena, Asztana Játékvezető: Mattias Gestranius (finn) |

| 2014. október 13. 20:45 |

| Izland                           | 2–0               | Hollandia |
| -------------------------------- | ----------------- | --------- |
| G. Sigurðsson 10' (11-esből) 42' | (2–0) Jegyzőkönyv |           |

| Laugardalsvöllur, Reykjavík Játékvezető: Carlos Velasco Carballo (spanyol) |

| 2014. október 13. 20:45 |

| Lettország            | 1–1               | Törökország |
| --------------------- | ----------------- | ----------- |
| Šabala 54' (11-esből) | (0–0) Jegyzőkönyv | Kısa 47'    |

| Skonto stadion, Riga Játékvezető: Bobby Madden (skót) |

| 2014. november 16. 20:45 |

| Hollandia                                                | 6–0               | Lettország |
| -------------------------------------------------------- | ----------------- | ---------- |
| Van Persie 6' Robben 35' 82' Huntelaar 42' 89' Bruma 78' | (3–0) Jegyzőkönyv |            |

| Amsterdam Arena, Amszterdam Játékvezető: Liran Liany (izraeli) |

| 2014. november 16. 20:45 |

| Csehország                             | 2–1               | Izland           |
| -------------------------------------- | ----------------- | ---------------- |
| Kadeřábek 45+1' Böðvarsson 61' (öngól) | (1–1) Jegyzőkönyv | R. Sigurðsson 9' |

| Doosan Arena, Plzeň Játékvezető: Wolfgang Stark (német) |

| 2014. november 16. 20:45 |

| Törökország                        | 3–1               | Kazahsztán            |
| ---------------------------------- | ----------------- | --------------------- |
| Yılmaz 26' (11-esből) 29' Aziz 83' | (2–0) Jegyzőkönyv | Smakov 87' (11-esből) |

| Türk Telekom Arena, Isztambul Játékvezető: Aleksei Eskov (orosz) |

| 2015. március 28. 16:00 |

| Kazahsztán | 0–3               | Izland                                |
| ---------- | ----------------- | ------------------------------------- |
|            | (0–2) Jegyzőkönyv | Guðjohnsen 20' B. Bjarnason 32' 90+1' |

| Asztana Arena, Asztana Játékvezető: Anasztásziosz Szidirópulosz (görög) |

| 2015. március 28. 18:00 |

| Csehország | 1–1               | Lettország       |
| ---------- | ----------------- | ---------------- |
| Pilař 90'  | (0–1) Jegyzőkönyv | A. Višņakovs 30' |

| Eden Arena, Prága Játékvezető: Javier Estrada Fernández (spanyol) |

| 2015. március 28. 20:45 |

| Hollandia       | 1–1               | Törökország |
| --------------- | ----------------- | ----------- |
| Huntelaar 90+2' | (0–1) Jegyzőkönyv | Yılmaz 37'  |

| Amsterdam Arena, Amszterdam Játékvezető: Felix Brych (német) |

| 2015. június 12. 18:00 |

| Kazahsztán | 0–1               | Törökország |
| ---------- | ----------------- | ----------- |
|            | (0–0) Jegyzőkönyv | Turan 83'   |

| Központi stadion, Almaty Nézőszám: 25 125 Játékvezető: Michael Oliver (angol) |

| 2015. június 12. 20:45 |

| Izland                        | 2–1               | Csehország |
| ----------------------------- | ----------------- | ---------- |
| Gunnarsson 60' Sigþórsson 76' | (0–0) Jegyzőkönyv | Dočkal 55' |

| Laugardalsvöllur, Reykjavík Nézőszám: 9767 Játékvezető: William Collum (skót) |

| 2015. június 12. 20:45 |

| Lettország | 0–2               | Hollandia                  |
| ---------- | ----------------- | -------------------------- |
|            | (0–0) Jegyzőkönyv | Wijnaldum 67' Narsingh 71' |

| Skonto stadion, Riga Nézőszám: 8067 Játékvezető: Svein Oddvar Moen (norvég) |

| 2015. szeptember 3. 20:45 |

| Csehország    | 2–1               | Kazahsztán     |
| ------------- | ----------------- | -------------- |
| Škoda 74' 86' | (0–1) Jegyzőkönyv | Logvinenko 21' |

| Doosan Arena, Plzeň Játékvezető: Martin Strömbergsson (svéd) |

| 2015. szeptember 3. 20:45 |

| Hollandia | 0–1               | Izland                       |
| --------- | ----------------- | ---------------------------- |
|           | (0–0) Jegyzőkönyv | G. Sigurðsson 51' (11-esből) |

| Amsterdam Arena, Amszterdam Játékvezető: Milorad Mažić (szerb) |

| 2015. szeptember 3. 20:45 |

| Törökország | 1–1               | Lettország   |
| ----------- | ----------------- | ------------ |
| İnan 77'    | (0–0) Jegyzőkönyv | Šabala 90+1' |

| Torku Arena, Konya Játékvezető: Stefan Johannesson (svéd) |

| 2015. szeptember 6. 18:00 |

| Lettország  | 1–2               | Csehország               |
| ----------- | ----------------- | ------------------------ |
| Zjuzins 73' | (0–2) Jegyzőkönyv | Limberský 13' Darida 25' |

| Skonto stadion, Riga Játékvezető: Deniz Aytekin (német) |

| 2015. szeptember 6. 18:00 |

| Törökország                     | 3–0               | Hollandia |
| ------------------------------- | ----------------- | --------- |
| Özyakup 8' Turan 26' Yılmaz 86' | (2–0) Jegyzőkönyv |           |

| Torku Arena, Konya Játékvezető: Antonio Mateu Lahoz (spanyol) |

| 2015. szeptember 6. 20:45 |

| Izland | 0–0         | Kazahsztán |
| ------ | ----------- | ---------- |
|        | Jegyzőkönyv |            |

| Laugardalsvöllur, Reykjavík Játékvezető: Yevhen Aranovsky (ukrán) |

| 2015. október 10. 18:00 |

| Izland                           | 2–2               | Lettország           |
| -------------------------------- | ----------------- | -------------------- |
| Sigthórsson 5' G. Sigurðsson 27' | (2–0) Jegyzőkönyv | Cauņa 49' Šabala 68' |

| Laugardalsvöllur, Reykjavík Játékvezető: Aleksei Eskov (orosz) |

| 2015. október 10. 18:00 |

| Kazahsztán | 1–2               | Hollandia                  |
| ---------- | ----------------- | -------------------------- |
| Kuat 90+6' | (0–1) Jegyzőkönyv | Wijnaldum 33' Sneijder 50' |

| Astana Arena, Asztana Játékvezető: Clément Turpin (francia) |

| 2015. október 10. 20:45 |

| Csehország | 0–2               | Törökország                        |
| ---------- | ----------------- | ---------------------------------- |
|            | (0–0) Jegyzőkönyv | İnan 62' (11-esből) Çalhanoğlu 80' |

| Generali Arena, Prága Játékvezető: Martin Atkinson (angol) |

| 2015. október 13. 20:45 |

| Lettország | 0–1               | Kazahsztán |
| ---------- | ----------------- | ---------- |
|            | (0–0) Jegyzőkönyv | Kuat 65'   |

| Skonto stadion, Riga Játékvezető: Steven McLean (skót) |

| 2015. október 13. 20:45 |

| Hollandia                    | 2–3               | Csehország                                     |
| ---------------------------- | ----------------- | ---------------------------------------------- |
| Huntelaar 70' Van Persie 83' | (0–2) Jegyzőkönyv | Kadeřábek 24' Šural 35' Van Persie 66' (öngól) |

| Amsterdam Arena, Amszterdam Játékvezető: Damir Skomina (szlovén) |

| 2015. október 13. 20:45 |

| Törökország | 1–0               | Izland |
| ----------- | ----------------- | ------ |
| İnan 89'    | (0–0) Jegyzőkönyv |        |

| Torku Arena, Konya Játékvezető: Gianluca Rocchi (olasz) |